# Американская оккупационная иена
Американская оккупационная иена (англ. Military currency, Yen, яп. 圓, 円) — денежные знаки, выпускавшиеся американскими оккупационными властями в Японии с 1945 по 1948 год, а на Окинаве — до 1958 года, обращавшиеся до 1948 года параллельно с японской иеной.

## История

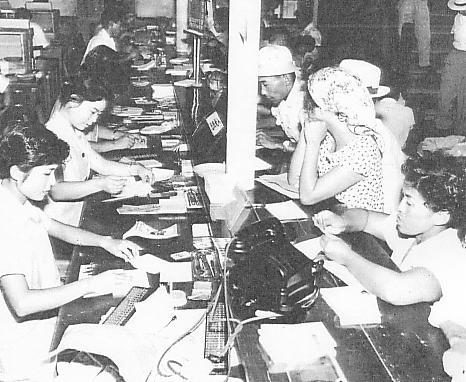
Обмен оккупационных иен на доллары США, 1958 год

В апреле 1945 года американские войска высадились на Окинаве. 14 августа 1945 года Япония приняла условия капитуляции.
Выпуск оккупационных денежных знаков был начат в 1945 году. О начале выпуска нет точных данных, предположительно их первый выпуск производился с июля по сентябрь 1945 года на Окинаве, где были выпущены купюры типа «A». На остальной территории Японии купюры типа «A» выпускались в период с 19 июля по 1 октября 1946 года. В дальнейшем на Окинаве и в Японии выпускались только банкноты типа «B». Оккупационная иена находилась в обращении параллельно с японской иеной, к которой была приравнена.
В 1948 году оккупационные иены были изъяты из обращения на территории Японии, за исключением Окинавы, где изымались только иены типа «A», а иены типа «B» были объявлены единственным законным платёжным средством. Японская иена на Окинаве была изъята из обращения.
До 1950 года купюры печатались в США, затем — в Японии. Купюры американского и японского производства отличаются потайными знаками (соответственно «S» и «J»), проставленными на одном из завитков на оборотной стороне.
В 1958 году оккупационная иена была заменена на Окинаве на доллар США, обмен производился в соотношении: 120 иен = 1 доллар.

## Банкноты
Выпускались банкноты:
- типа A: 10, 50 сен, 1, 5, 10, 20, 100 иен;
- типа B: 10, 50 сен, 1, 5, 10, 20, 100, 1000 иен[2].

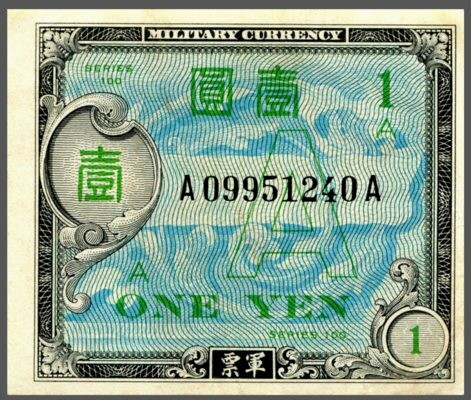
1 иена (тип A)
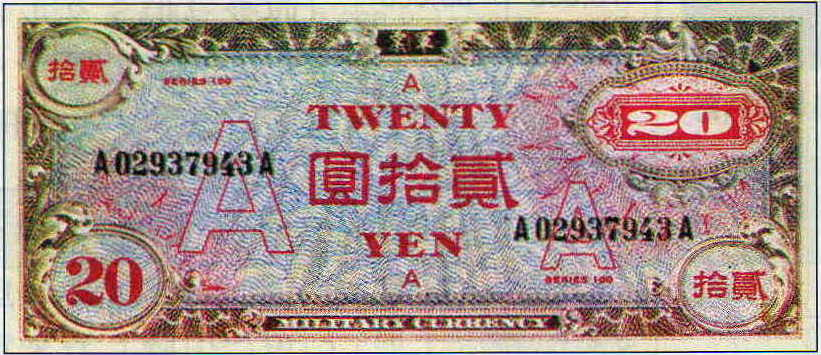
20 иен (тип A)
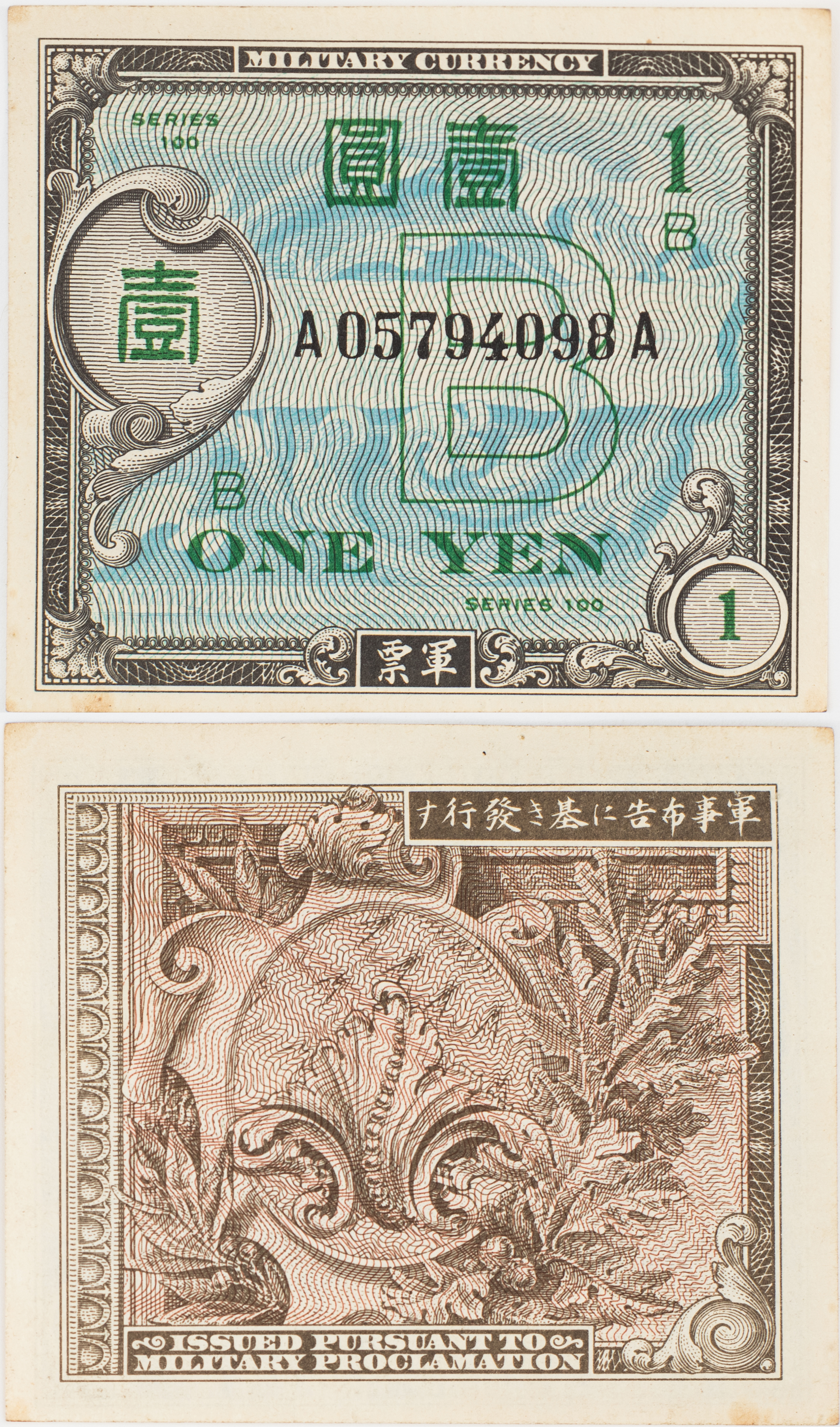
1 йена (тип B)
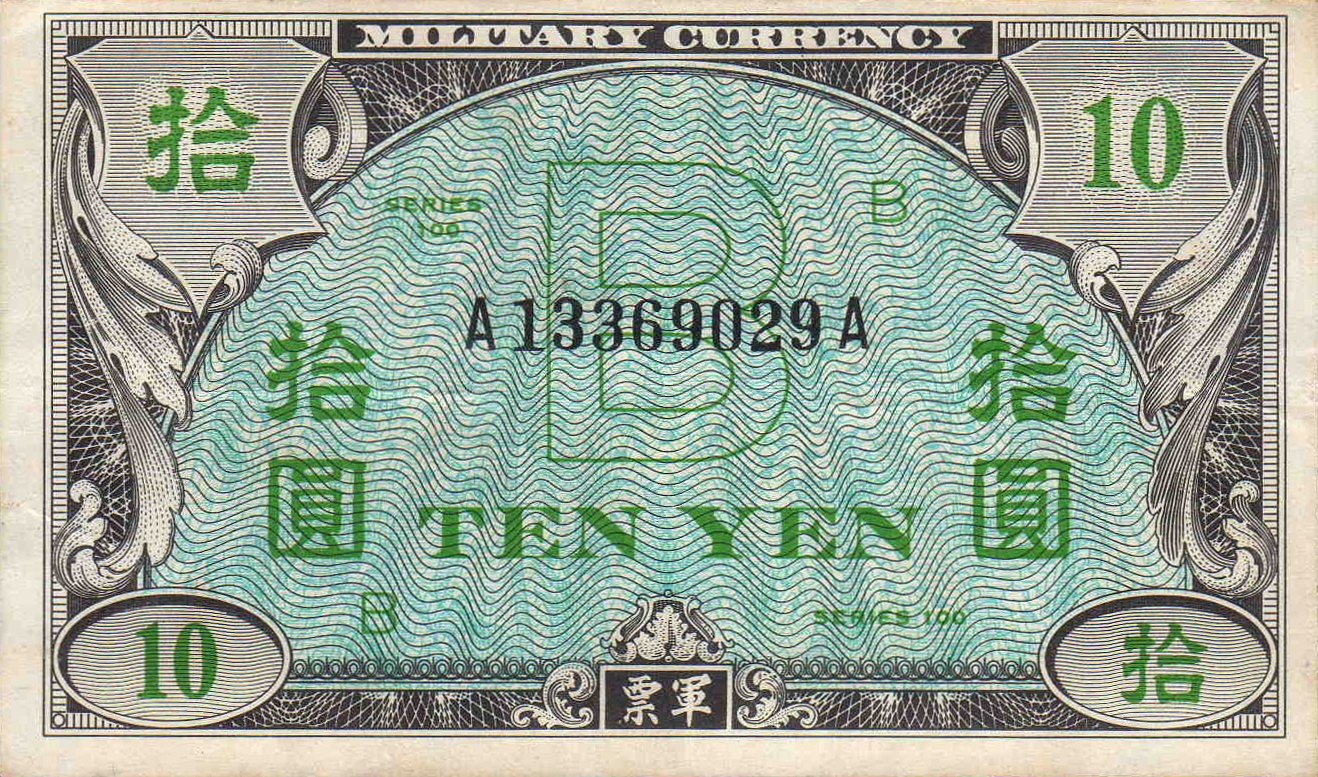
10 иен (тип B)
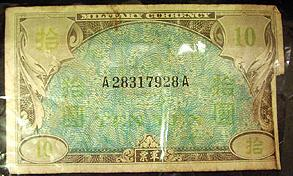
10 иен (тип B)
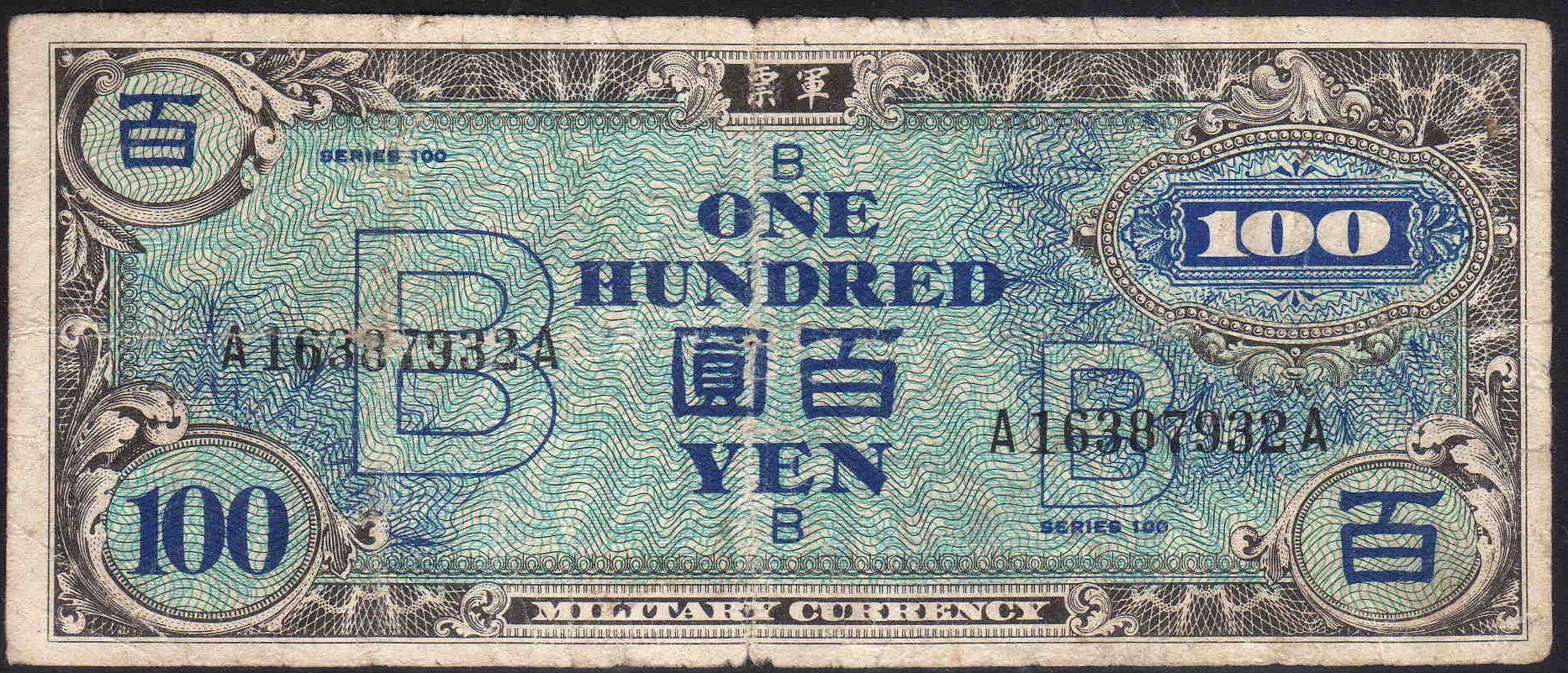
100 иен (тип B)